# Siddhartha (film)
Siddhartha är en amerikansk dramafilm från 1972 i regi av Conrad Rooks, fotograferad av Sven Nykvist och med Shashi Kapoor i huvudrollen som Siddhartha Gautama. Den är baserad på romanen av Herman Hesse med samma namn.